# Roger Taylor (tennista)
Roger Taylor (Sheffield, 14 ottobre 1941) è un ex tennista britannico.

## Carriera
Vince sei titoli su tredici finali nel singolare e dieci titoli su diciassette finali nel doppio. Ottiene come migliore posizione in classifica l'undicesimo posto, nel 1973.
Nel 1968 viene selezionato per far parte dei fantastici otto nel World Championship Tennis. Ha raggiunto per quattro volte la semifinale di un torneo dello Slam senza mai arrivare al match decisivo, tre di queste al torneo di casa. La prima arriva a Londra nel 1967 dove è Wilhelm Bungert ad avere la meglio in cinque set combattuti.
Nel 1970 viene sconfitto agli Australian Open da Dick Crealy, ancora una volta in cinque set, e nello stesso anno viene fatto fuori da Ken Rosewall a Wimbledon. L'ultima semifinale arriva nel 1973, sempre a Londra, dove dopo essere stato in vantaggio di due set a uno viene sconfitto da Jan Kodeš, futuro vincitore del torneo.
Ha più fortuna nel doppio dove vince due volte gli US Open. La prima vittoria arriva nel 1971 insieme allo specialista John Newcombe e si ripete l'anno successivo cambiando partner. Nel 1972 infatti trionfa insieme a Cliff Drysdale sconfiggendo proprio Newcombe insieme a Owen Davidson.
In Coppa Davis gioca un totale di quaranta incontri vincendone ventinove.

## Statistiche

### Singolare

#### Vittorie (6)
| No. | Data             | Torneo                                        | Superficie  | Avversario in finale | Punteggio          |
| 1.  | 24 aprile 1971   | Campionati Internazionali di Sicilia, Palermo | Terra rossa | Pierre Barthes       | 6–3, 4–6, 7–6, 6–2 |
| 2.  | 2 settembre 1972 | Pennsylvania Lawn Tennis Championship, Merion | Cemento     | Malcolm Anderson     | 6–4, 6–0, 6–4      |
| 3.  | 18 febbraio 1973 | Copenaghen Open, Copenaghen                   | Sintetico   | Marty Riessen        | 6–2, 6–3, 7–6      |
| 4.  | 15 luglio 1973   | Welsh Open, Newport                           | Erba        | Bob Giltinan         | 9–8, 8–6           |
| 5.  | 4 febbraio 1975  | Roanoke International Tennis, Roanoke         | Cemento     | Vitas Gerulaitis     | 7–6, 7–6           |
| 6.  | 2 marzo 1975     | Fairfield County International, Fairfield     | Sintetico   | Sandy Mayer          | 7–5, 5–7, 7–6      |